# Colleretto Castelnuovo
Colleretto Castelnuovo (Coréj in piemontese) è un comune italiano di 326 abitanti della città metropolitana di Torino in Piemonte.

## Geografia fisica
Il comune si trova in Valle Sacra, a 8 km. a nord di Castellamonte.
 Il territorio comunale culmina a quota 2.231 m, in corrispondenza della Punta di Santa Elisabetta (l'anticima meridionale della Quinseina) e comprende l'omonimo santuario di Santa Elisabetta.

## Storia

### Simboli
Lo stemma e il gonfalone sono stati concessi con DPR del 4 dicembre 1954.
Nello stemma è rappresenta su sfondo azzurro una torre d'argento a due palchi.
Il gonfalone è un drappo partito di azzurro e di bianco.

## Monumenti e luoghi d'interesse
- Chiesa parrocchiale: dedicata a Sant'Antonio Abate, l'attuale struttura è ottocentesca, ma al suo interno è collocato un altare di epoca barocca recuperato da un altro edificio religioso. Le cappelle laterali sono abbellite da dipinti di Visetti di Montanaro[5]
- Castello: edificato dai conti di San Martino nel XIII secolo. Il castello fu danneggiato nel 1331 durante la rivolta dei Tuchini e quasi del tutto distrutto nel 1397 nel conflitto tra le famiglie San Martino e Valperga. Dopo la ricostruzione venne nuovamente distrutto nel 1500 dalle truppe francesi ed oggi l'unica parte risalente al medioevo è la torre[6]
- Santuario di Santa Elisabetta: fu costruito sul colle che domina il paese nel 1796 a fianco di un santuario più piccolo e più antico di circa un secolo. All'interno conserva una bella pala di Defendente Peraracino che rappresenta la visitazione di Maria a Santa Elisabetta[7]
- Pian del Lupo, situato a 1410 m. di altitudine, con area attrezzata per picnic, meta di ciclismo e trekking. Nel 2019 è stato Gran Premio della Montagna in una tappa del Giro d'Italia

## Società

### Evoluzione demografica
Negli ultimi cento anni, a partire dal 1921, la popolazione residente si è dimezzata.
Abitanti censiti

## Amministrazione
Di seguito è presentata una tabella relativa alle amministrazioni che si sono succedute in questo comune.

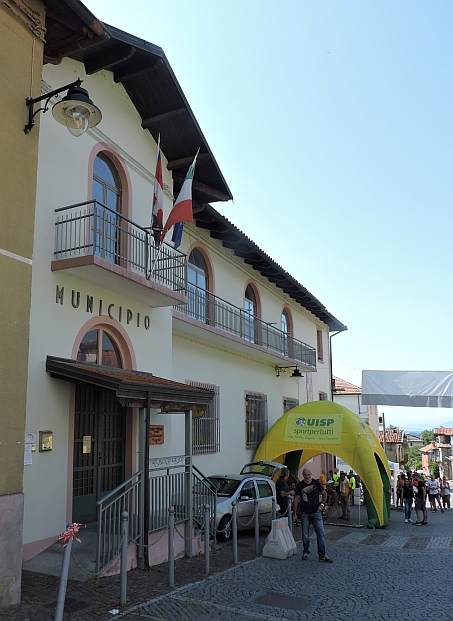
Il municipio

| Periodo        | Periodo        | Primo cittadino      | Partito                        | Carica  | Note  |
| -------------- | -------------- | -------------------- | ------------------------------ | ------- | ----- |
| 30 maggio 1990 | 24 aprile 1995 | Franco Casassa       | Partito Comunista Italiano     | Sindaco | [ 9 ] |
| 24 aprile 1995 | 14 giugno 1999 | Franco Casassa       | Partito Comunista Italiano     | Sindaco | [ 9 ] |
| 14 giugno 1999 | 14 giugno 2004 | Franco Casassa       | -                              | Sindaco | [ 9 ] |
| 14 giugno 2004 | 8 giugno 2009  | Marina Carlevato     | lista civica                   | Sindaco | [ 9 ] |
| 8 giugno 2009  | 26 maggio 2014 | Marina Carlevato     | lista civica                   | Sindaco | [ 9 ] |
| 26 maggio 2014 | 27 maggio 2019 | Aldo Querio Gianetto | lista civica Colleretto futura | Sindaco | [ 9 ] |
| 27 maggio 2019 | 8 giugno 2024  | Aldo Querio Gianetto | lista civica Colleretto futura | Sindaco | [ 9 ] |
| 9 giugno 2024  | in carica      | Aldo Querio Gianetto | lista civica Colleretto futura | Sindaco | [ 9 ] |

### Altre informazioni amministrative
Il comune faceva parte della Comunità montana Val Chiusella, Valle Sacra e Dora Baltea Canavesana ed appartiene ora all' Unione Montana Valle Sacra.

## Galleria d'immagini

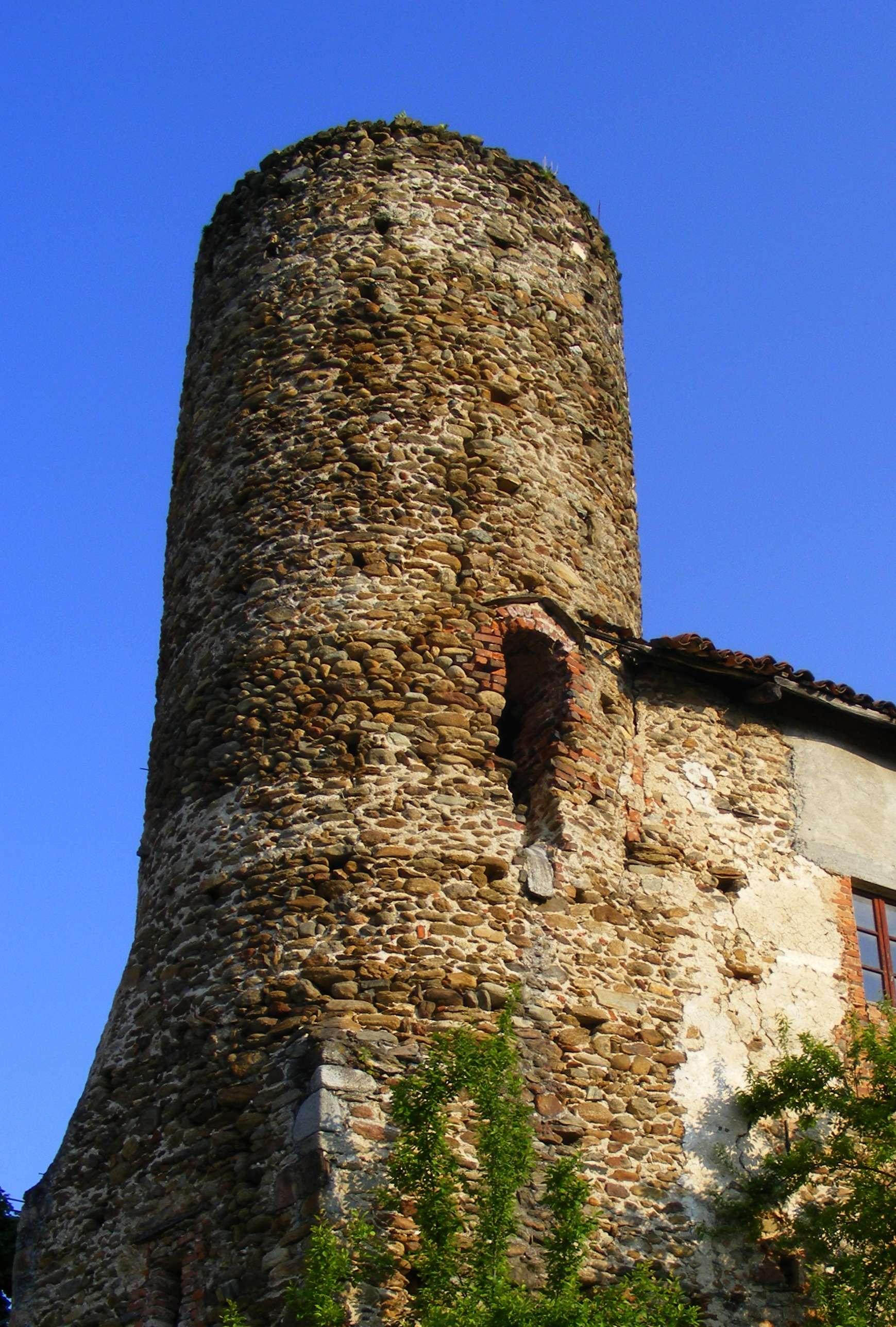
La torre medioevale
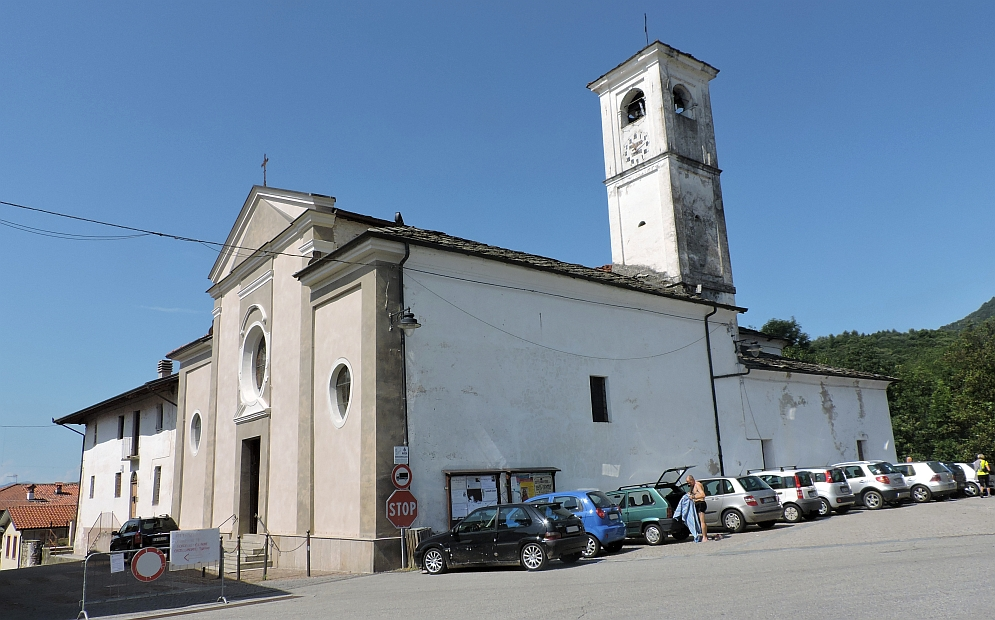
La parrocchiale
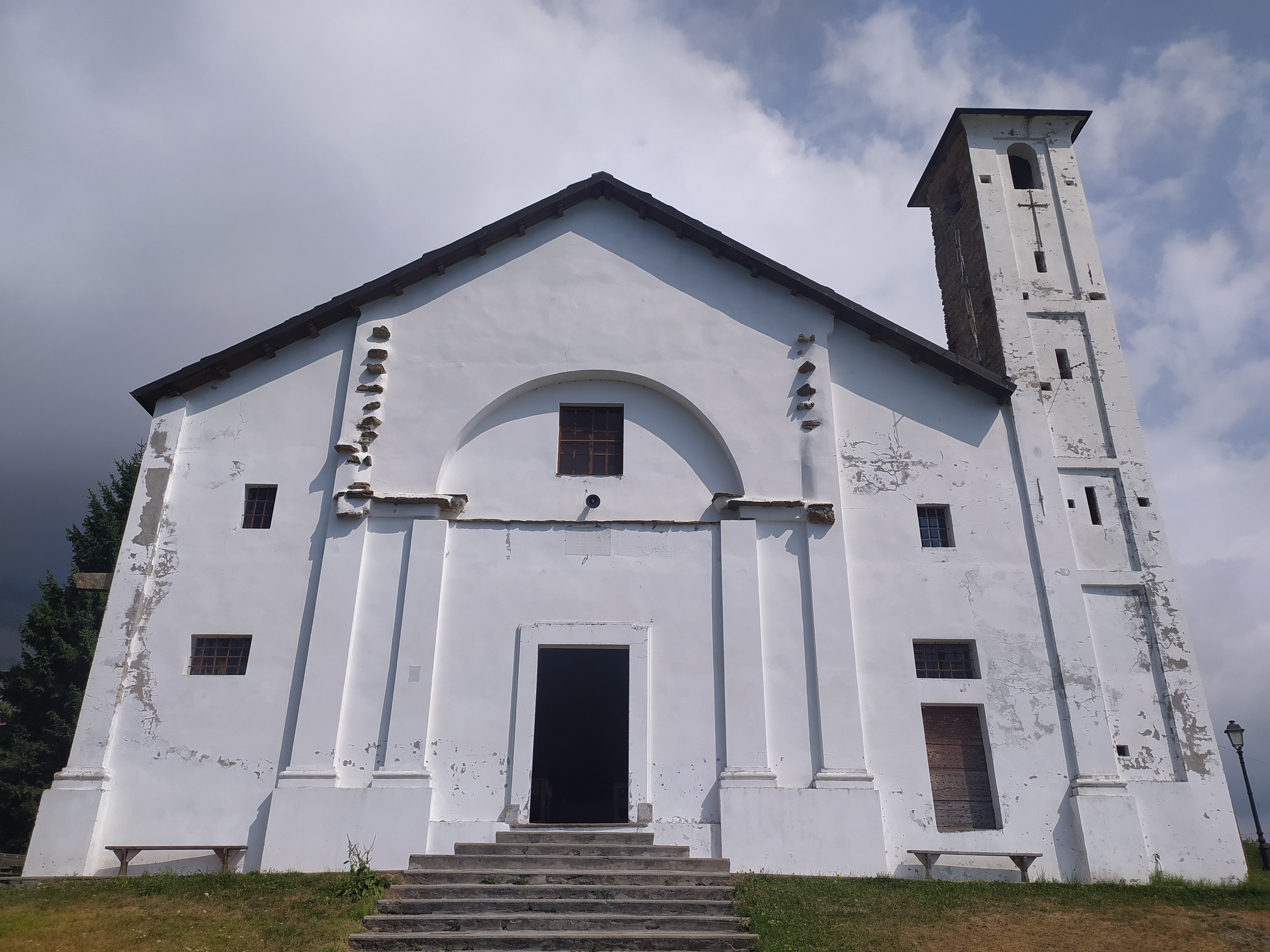
Santuario di Santa Elisabetta in Valle Sacra
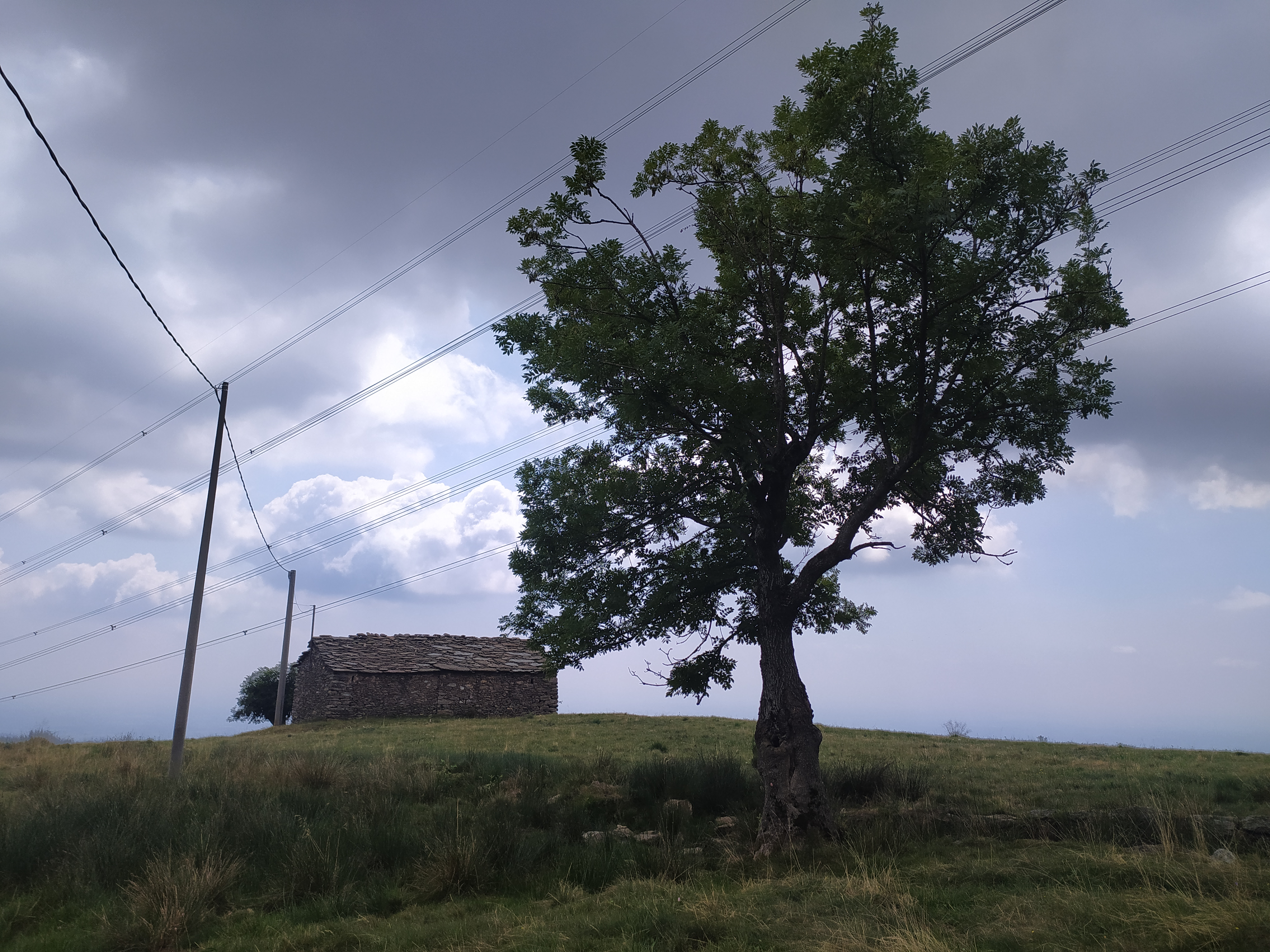
Pian del Lupo in Valle Sacra